# Ignaz Pleyel
Ignaz Josef Pleyel (Ruppersthal, Baixa Áustria, 18 de junho de 1757 – Paris, 14 de novembro de 1831), foi um compositor austríaco da Era clássica. Foi provavelmente o maior compositor popular na Europa, além de ser um importante editor musical e construtor de pianos.

## Carreira
Pouco se sabe sobre a natureza de seus estudos com Haydn, iniciados por volta de 1772, mas evidentemente o seu progresso foi o suficiente para agradar ao seu patrono, o Conde Ladislaus Erdödy, para que este expressasse a sua gratidão a Haydn, oferecendo-lhe um carro e dois cavalos para os quais o príncipe Esterházy concordou em fornecer um cocheiro e forragem.
Se os estudos de Pleyel lembravam os de Beethoven, então poder-se-á assumir que ele realizou um curso sistemático de estudos de contraponto com Haydn, com base na própria versão anotada e revista do compositor do tratado da Fux Gradus ad Parnassum e supervisão dos exercícios de Pleyel na composição. Durante os seus estudos com Haydn, Pleyel compôs uma ópera de marionetes, “Die Fee Urgele” que estreou no Eszterháza em novembro de 1776 e também foi apresentada no Nationaltheater em Viena. A ópera de marionetes de Haydn “Die Feuerbrunst” também foi representada em 1776 ou 1777, com uma abertura que agora se supõe ser em grande parte composta por Pleyel. A primeira posição profissional de Pleyel parece ser como mestre de capela do Conde Erdödy, embora não haja documentação existente sobre esta parte da sua carreira.
A criação musical deste período parece ter sido bastante substancial dada a evidência do material colocado à venda em leilão público após a sua morte em 1786, que incluiu várias centenas de sinfonias, concertos, quintetos, óperas e missas. Pleyel dedicou seus quartetos de cordas Op. 1 ao Conde Erdödy em reconhecimento por sua "generosidade paterna solicitude e incentivo".  Pleyel viajou para Itália na década de 1780 e, por intermédio de Norbert Hadrava, um compositor ligado à embaixada austríaca em Nápoles, garantiu comissões para escrever peças para lira organizzata (sanfona) para o rei de Nápoles. Em 1784 Hadrava investiu na montagem de uma ópera sua, "Ifigênia em Aulide", com estreia no Teatro San Carlo em 30 de maio de 1785.  Na mesma época Pleyel foi nomeado assistente de Franz Xaver Richter, mestre de capela da catedral de Estrasburgo, e após a morte de Richter em 1789 assumiu o posto de mestre. Desde 1786, também organizou e realizou uma série de concertos públicos em colaboração com o mestre de capela de Estrasburgo Temple Neuf, Schönfeld. Os anos em Estrasburgo foram os mais produtivos musicalmente para Pleyel. Com efeito, a maioria das suas composições data dos anos 1787-1795. Com suas circunstâncias profissionais incertas no rescaldo da Revolução Francesa, Pleyel aceitou um convite para realizar concertos profissionais em Londres e ficou lá de dezembro de 1791 até maio de 1792. Haydn recebia a maior parte da aclamação da crítica, mas os concertos de Pleyel tinham muitos ouvintes e as suas sinfonias concertantes e quartetos, em particular, foram muito elogiados pela imprensa.
No início de 1795 Pleyel acabaria por se fixar em Paris, abriu uma loja de música e fundou uma editora que, ao longo dos 39 anos de existência, publicou mais de 4 000 obras, incluindo composições de Boccherini, Beethoven, Clementi e Haydn, entre outros. O empreendedor Pleyel estabeleceu agentes para a venda de suas publicações em toda a Europa e, por vezes organizou a comercialização de obras de outras editoras como a Artaria em Viena e a Breitkopf de Leipzig, com quem estava em contato próximo. Entre as publicações historicamente mais importante emitidas pela Maison Pleyel estão os primeiros pontos miniatura e, em 1801, uma coleção completa dos quartetos de Haydn, dedicados ao Primeiro Cônsul Bonaparte. A primeira edição continha 80 quartetos, edições posteriores contemplaram a adição de mais dois, como Haydn os compôs. Pleyel viajou para Viena com seu filho Camille em 1805 para estabelecer um escritório editorial do ramo. Ele tentou sem sucesso vender a Maison Pleyel em 1813, e ao longo dos últimos vinte anos de sua vida a empresa mudou seu enfoque saindo de sinfonias, quartetos e sonatas para um repertório mais popular. A enorme popularidade da música de Pleyel na sua própria vida o fez sem dúvida o mais famoso compositor do mundo naquele período. Como confirmação deste estatuto, foi fundada a Pleyel Society no porto baleeiro de Nantucket (Massachusetts) em 1822. A prova mais convincente de sua fama, porém, encontra-se no número impressionante de impressões e cópias de manuscritos de composições de Pleyel que sobrevivem hoje em dia. Como ocorreu com uma série de compositores com talento comercial, o melhor trabalho de Pleyel foi realizado relativamente cedo na vida antes que as distrações dos compromissos extramusicais o impedissem de compor em tempo integral. Muitas das obras escritas na sombra de Haydn na década de 1780 são de qualidade excepcional, harmoniosamente ricas, estruturalmente inventivas e com temas muito originais.
Pianos Pleyel
A firma de pianos Pleyel foi fundada por Ignaz Pleyel e mais tarde mantida pelo seu filho Camille (1788-1855). A empresa fornecia pianos que foram utilizados por Frédéric Chopin. Este considerava os pianos Pleyel “non plus ultra”. Em setembro de 2009, o fabricante de pianos Paul McNulty reconstruiu um modelo de um piano Pleyel datado de 1830, e que se encontra agora na colecção do Instituto Frédéric Chopin, em Varsóvia, tendo sido utilizado no 1º Concurso Internacional de Piano em instrumentos históricos.

## Gravações
1. Yuan Sheng. Frederic Chopin. Ballades Nos 1–4/Impromptus Nos 1–4. Tocado no piano Pleyel de 1845. Gravadora: Piano Classics
2. fr. Beranger. Chansons. Pleyel 1845 piano. Early Piano series. CD 5. Gravadora: Alpha Classics.
3. Ronald Brautigam. Felix Mendelssohn. Piano Concertos. Tocado em uma cópia do piano Pleyel de 1830 feito por Paul McNulty. Gravadora: BIS Records
4. Janusz Olejniczak ASIN B000026D1L, Chopin Evening Around 1831 Pleyel. Gravadora: Opus 111
5. Alexei Lubimov. Chopin, Bach, Mozart, Beethoven: at Chopin’s home piano. Tocado no piano Pleyel vertical original de 1843. Gravadora: NIFCCD
6. Dina Yoffe. Fryderyk Chopin. Piano Concertos No 1 & 2. Version for one piano. Tocou nos pianos Pleyel de 1848 e Erard de 1838. Gravadora: Instituto Fryderyk Chopin
7. Viviana Sofronitsky, Sergei Istomin. Frederyk Chopin. Complete works for cello and piano. Tocado em uma cópia do piano Pleyel de 1830 feito em 2010 por Paul McNulty. Gravadora: Passacaille
8. Kevin Kenner. Fryderyk Chopin. 4 Impromptus. Tocado no piano Pleyel de 1848. Gravadora: Instituto Fryderyk Chopin
9. Patrick Schneyder. Franz Liszt. Mazeppa. Early piano series. CD 10. Tocado no piano Pleyel em 1846. Gravadora: Alpha Classics.
10. Arthur Schoonderwoerd. Fryderyk Chopin. Mazurkas, Valses & other dances. Early Piano series. CD 7. Tocado no piano Pleyel em 1836. Gravadora: Alpha Classics.
11. Tomasz Ritter. Fryderyk Chopin. Sonata in B minor, Ballade in F minor, Polonaises, Mazurkas. Karol Kurpinski. Polonaise in D minor. Tocado no piano Pleyel de 1842, no piano Erard de 1837 e em uma cópia do piano Buchholtz de 1825-1826 feita por Paul McNulty. Gravadora: Instituto Fryderyk Chopin